# NSS-806
El NSS-806 (Intelsat 806) es un satélite artificial que se encuentra en la posición orbital 47,5 W de la llamada órbita de Clark, también conocida como órbita geoestacionaria.
Este satélite emite para toda América y parte de Europa en Banda C.
Para poder recibir esta señal, se necesita de una antena monofocal -una antena que posee el LNBF en el centro-, un LNBF para Banda C (5150 MHz) y un Receptor Digital compatible con banda C.
El NSS-806, emite su señal con polarización circular.